# Hörby (gemeente in Skåne)
Hörby is een Zweedse gemeente in Skåne. De gemeente behoort tot de provincie Skåne län. Ze heeft een totale oppervlakte van 435,2 km² en telde ca 16.000 inwoners in 2024.

## Plaatsen
In de onderstaande tabel staan de namen van de plaatsen in de gemeente met het inwoneraantal in 1990, 1995, 2000, 2005.
| #  | Plaats             | 1990  | 1995  | 2000  | 2005  |
| -- | ------------------ | ----- | ----- | ----- | ----- |
| 1  | Hörby (plaats)     | 6 407 | 6 479 | 6 421 | 6 651 |
| 2  | Ludvigsborg        | 325   | 687   | 695   | 743   |
| 3  | Osbyholm           | 246   | 242   | 243   | 260   |
| 4  | Östraby            |       | 183   | 192   | 187   |
| 5  | Svensköp           |       | 175   | 156   | 185   |
| 5  | Önneköp            |       | 157   | 164   | 185   |
| 6  | Röinge             |       | 89    | 104   | 131   |
| 7  | Södra Rörum        |       | 114   | 108   | 117   |
| 8  | Askeröd            |       | 127   | 116   | 110   |
| 9  | Ekeboda            |       | 104   | 101   | 99    |
| 10 | Lyby               |       | 97    | 93    | 96    |
| 11 | Dala               |       |       |       | 85    |
| 12 | Äspinge            |       | 75    | 73    | 74    |
| 13 | Västerstad         |       | 57    | 55    | 68    |
| 14 | Satserup           |       | 64    | 69    | 64    |
| 15 | Korsholm           |       | 54    | 51    | 56    |
| 16 | Västerstads kyrkby |       | 53    | 58    | 54    |

Ängelholm · Åstorp · Båstad · Bjuv · Bromölla · Burlöv · Eslöv · Hässleholm · Helsingborg · Höganäs · Höör · Hörby · Kävlinge · Klippan · Kristianstad · Landskrona · Lomma · Lund · Malmö · Örkelljunga · Osby · Östra Göinge · Perstorp · Simrishamn · Sjöbo · Skurup · Staffanstorp · Svalöv · Svedala · Tomelilla · Trelleborg · Vellinge · Ystad